# William Njovu
William Njovu (auch Njobvu; * 4. März 1987 in Lusaka) ist ein sambischer Fußballspieler. Er kann sowohl in der Defensive als auch im offensiven Mittelfeld eingesetzt werden.

## Karriere

### Verein
Njovu spielte in seiner Jugend bei Chimparamba und Lusaka Edusport und gewann in dieser Zeit unter anderem mehrfach Medaillen beim Gothia Cup. 2006 kam er zum Erstligisten Lusaka Dynamos. Im Sommer 2007 absolvierte er ein dreiwöchiges Probetraining beim französischen Klub RC Lens, erhielt allerdings keinen Vertrag. Im Jahr 2009 verpflichtete ihn der israelische Klub Hapoel Ironi Kirjat Schmona, wo er nach einer halbjährigen Ausleihe Fuß fassen konnte. Er gewann mit seiner Mannschaft die Meisterschaft 2012. Anschließend wechselte er zu Ligakonkurrent Hapoel Be’er Scheva, ein Jahr später zu Enosis Neon Paralimni nach Zypern. Seit 2016 spielt er wieder für Lusaka Dynamos.

### Nationalmannschaft
Njovu war ein Schlüsselspieler der sambischen U20-Nationalmannschaft bei der African Youth Championship 2007 und der Junioren-Fußballweltmeisterschaft 2007 in Kanada, bei der die sambische Mannschaft das Achtelfinale erreichte und knapp an Nigeria scheiterte. Zudem kam er im sambischen Olympiateam (U23) zum Einsatz, verpasste aber die Qualifikation für die Olympischen Sommerspiele 2008 in Peking. In der sambischen A-Nationalmannschaft debütierte er im COSAFA Cup 2007 im Halbfinale gegen Mosambik. Ihm gelang dabei der Treffer zum 3:0-Endstand. Ende Dezember 2007 wurde er von Trainer Patrick Phiri für den Afrika-Cup 2008 in Ghana nominiert.

## Erfolge
- Israelischer Meister: 2012